# Vladimír Šmicer
Vladimír Šmicer (pronunție în cehă [ˈʃmɪtsɛr], n. 24 mai 1973) este un fost fotbalist ceh care a jucat pe postul de mijlocaș. A fost un jucător devotat al Slaviei Praga, singurul club ceh pentru care a jucat vreodată. În 1999, Šmicer s-a transferat în Anglia unde a jucat pentru Liverpool, câștigând mai multe titluri. Este probabil cel mai bine amintit pentru golul de la mare distanță înscris pentru Liverpool în finala Ligii Campionilor din 2005 câștigată împotriva celor de la AC Milan. De asemenea, el a jucat pentru echipa franceză Lens, cu care a câștigat titlul în Ligue 1 și Bordeaux.
Pe plan internațional, Šmicer a jucat o dată pentru naționala Cehoslovaciei și de 80 de ori pentru cea a Cehiei. S-a retras din fotbalul profesionist în 2009.

## Cariera la club

### Cariera timpurie
Un mijlocaș ofensiv, prima ieșire la rampă a lui Šmicer a fost în 1996, ajutând Slavia Praga să ajungă în semifinalele Cupei UEFA din 1995-1996 și apoi să joace pentru Cehia cu care a ajuns până în finala Campionatului European din 1996.
Šmicer nu avea nevoie neapărată să se afirme la Euro 1996, deoarece a semnat un contract cu clubul francez Lens chiar înainte de turneul final. La Lens s-a bucurat de succes, ajutând clubul să obțină primul și singurul lor titlu în Ligue 1, ediția 1997-1998. În acel sezon a marcat șapte goluri și a fost un lider pe teren. A jucat în Liga Campionilor UEFA și a jucat un rol esențial în succesele obținute de echipă în cadrul competiției.
În iunie 1999 pleacă la Liverpool.

### Liverpool
Šmicer s-a alăturat echipei lui Liverpool pentru suma de 4,2 milioane de lire sterline, fiind adus pentru a umple golul lăsat de plecarea lui Steve McManaman la Real Madrid. După ce a ajuns pe Anfield în 1999, lui Šmicer i sa oferit tricoul cu  numărul 7, deși l-a schimbat mai târziu cu cel cu numărul 11 după sosirea lui Harry Kewell. Când a plecat de la Liverpool în 2005, Šmicer a declarat: „Doar faptul că am semnat pentru Liverpool în sine a fost un vis pentru că am ținut cu ei de când eram copil. A fost un vis devenit realitate.” El a debutat pentru Liverpool într-un meci cu Sheffield Wednesday de pe stadionul Hillsborough și a înscris primul gol în Premier League într-o victorie scor 3-2 împotriva lui Watford. Primul său sezon la Liverpool a fost unul dificil, deoarece s-a acomodat mai greu intensității meciurilor din campionatul englez și a suferit mai multe accidentări.
În sezonul 2000-2001 Šmicer (sau „Vladi”, așa cum l-au poreclit fanii lui Liverpool) s-a descurcat mult mai bine. El a înscris primul gol al sezonului de  Premier League în înfrângerea scor 4-3 pentru Leeds United de pe Elland Road și a contribuit la tripla reușită de Liverpool, începând cu finala Cupei FA și Cupa Ligii și intrând din postura de rezervă în finala Cupei UEFA.
Din nefericire, Šmicer a suferit accidentări destul de des, astfel că a jucat sporadic. Cu toate acestea, au existat câteva momente memorabile pentru ceh, inclusiv golul câștigător marcat în ultima fază împotriva lui Chelsea în 2002 și un voleu uimitor împotriva Borussiei Dortmund în Europa, împreună cu meciul bun făcut în victoria de 2-0 asupra Romei în Liga Campionilor de la Anfield. O accidentare gravă suferită la sfârșitul anului 2003, însă, i-a afectat restul carierei la Liverpool.
El s-a refăcut în sezonul 2004-05 și, din cauza numeroșilor accidentați de la echipă, Šmicer a început să joace pentru Liverpool sub comanda noului antrenor Rafael Benítez. Revenirea sa a coincis cu traseul bun avut de Liverpool Liga Campionilor, intrând ca rezervă în meciurile cu Bayer Leverkusen, Juventus și Chelsea, calificându-se în cele din urmă în finala Ligii Campionilor cu AC Milano.
Înainte de finală, Benítez a decis să nu îi reînnoiască contractul lui Šmicer. În plus, Šmicer, care cu o zi înainte împlinise 32 de ani, se afla pe bancă. După 22 de minute, accidentarea lui Harry Kewell i-a oferit lui ocazia de a-și încheia cariera la Liverpool în mare stil: „Înainte de finală, am fost atât de dornic să merg mai departe. A fost ultimul meci pentru Liverpool, așa că am fost hotărât să-l termin cu stil. Mi-am eliberat mintea și asta a fost motivația mea - să joc bine pentru club în ultimul meci. Am vrut să mă bucur de meciul cel mare.”
A intrat în minutul 22, la scorul de 1-0 pentru AC Milan și Liverpool avea să fie condusă cu 3-0 la pauză în prima repriză, dar în cea de-a doua, Liverpool a reușit să preia controlul meciului după ce a marcat prin căpitanul Steven Gerrard, dintr-o centrare dată de John Arne Riise. Două minute mai târziu, Šmicer a marcat dintr-o lovitură liberă de la 20 de metri distanță, care s-a dus în colțul din dreapta al porții lui Dida. După ce Xabi Alonso a marcat golul egalizator, meciul a intrat în prelungiri și apoi s-au executat loviturile de la 11 m, în care Šmicer l-a tranformat pe ultimul și cel decisiv, marcând al doilea gol al finalei. El a sărbătorit golul sărutând sigla clubului de pe tricou în fața fanilor din galeria lui Liverpool. Câteva minute mai târziu, Jerzy Dudek a parat lovitura executată de Andrei Șevcenko Liverpool câștigând finala.
Šmicer s-a transferat la Bordeaux în vara anului 2005. În Liga Campionilor 2006-2007, Bordeaux a căzut în aceeași grupă cu Liverpool. El s-a declarat încântat de faptul că poate reveni pe Anfield, deși o accidentare l-a împiedicat să joace un rol în oricare dintre cele două meciuri din grupă. Šmicer a suferit o accidentare gravă la genunchi care l-a făcut să lipsească mai mult de un an. A fost cea mai gravă accidentare din cariera sa și s-a gândit să se retragă. Ca rezultat, a ratat Cupa Mondială din 2006 din Germania, dar nu s-a retras. După o altă perioadă lungă de recuperare, Šmicer nu și-a prelungit contractul cu Bordeaux și a părăsit clubul în vara anului 2007. El a jucat 28 de meciuri și a marcat trei goluri pentru formația franceză.

### Slavia Praga
În iulie 2007, Šmicer s-a întors la Slavia Praga, cu care a semnat un contract pe un an. Întoarcerea sa la Slavia a fost primită cu bucurie printre suporterii clubului. În acel sezon, Slavia a câștigat primul său titlu după 12 ani, la care și-a adus contribuția și Šmicer. În această perioadă a carierei sale a fost din nou măcinat de accidentări. În 2008, a câștigat premiul de "Personalitatea Campionatului" la premiile dedicate celor mai buni fotbaliști cehi ai anului. El și-a încheiat cariera de fotbalist după ce a remizat 0-0 cu Viktoria Plzeň pe 9 noiembrie 2009. Pe 11 mai 2010, pe Synot Tip Arena din Praga, a jucat în meciul demonstrativ Slavia Praga - Sparta Praga, cu jucători legendari ai ambelor cluburi. Cincisprezece mii de fani au participat la acest meci.

## Cariera internațională
Šmicer și-a început cariera internațională în 1993. El a fost un jucător esențial în trei campionate europene pentru Cehia, pentru care a marcat 27 de goluri în 80 de partide. De asemenea, are o selecție pentru echipa Cehoslovaciei (echipa combinată a Cehiei și Slovaciei după dizolvarea Cehoslovaciei, deoarece națiunile au început calificările în Cupa Mondială a FIFA din 1994 ca țară unificată).
Šmicer a făcut parte din echipa Republicii Cehe pentru Euro 1996. Mijlocașul în vârstă de 22 de ani a făcut parte din echipa ce avea să aibă un parcurs bun la turneul din Anglia. Cehii erau conduși cu 3-2 în meciul împotriva Rusiei și aveau neevoie de un egal pentru a se califica în fazele eliminatorii. Šmicer a marcat golul egalizator cu două minute înainte de finalul meciului. Cehia avea să ajungă până în finala cu Germania pe care a pierdut-o în prelungiri.
Patru ani mai târziu, la Euro 2000, Šmicer a marcat ambele goluri în singura victorie  a turneului, 2-0 împotriva Danemarcei. La Euro 2004, a marcat golul câștigător în victoria echipei 3-2 cu Țările de Jos. În acel meci, cehii erau conduși cu 2-0 după 20 de minute, dar au reușit să se redreseze. Revenirea a marcat un parcurs impresionant până în semifinalele turneului. Šmicer a declarat că meciul împotriva Țărilor de Jos este cel mai important din toate meciurile jucate la națională.
Šmicer nu a putut lua parte la Cupa Mondială 2006 din cauza unei accidentări la picior.
Šmicer a fost doar cel de-al doilea jucător care a înscris la trei campionate europene (1996, 2000 și 2004), după Jürgen Klinsmann (1988, 1992 și 1996).
Deși nu a jucat la Euro 2008, Šmicer și-a făcut debutul ca comentator de televiziune în timpul meciului de deschidere al turneului dintre gazda Elveția și Republica Cehă, care a avut loc pe 7 iunie la Basel.

## Cariera de antrenor
La doar o zi după ce s-a retras din fotbal, Šmicer a devenit director sportiv al echipei naționale cehe, care îl avea ca selecționer pe Michal Bílek.

## Viața personală
Šmicer este căsătorit cu Pavlína Vízková, fiica fotbalistului câștigător al medaliei olimpice de aur, Ladislav Vízek. Au o fiică, Natalie și un fiu, Jiří.
Šmicer a participat la alegerile pentru Parlamentul European fiind pe listele partidului VIZE 2014; a declarat că prioritatea sa era reducerea obezității în rândul copiilor.

## Statistici privind cariera

### Echipă
| Statistici la echipe | Statistici la echipe | Statistici la echipe | Ligă    | Ligă   | Cupă            | Cupă            | Cupa Ligii        | Cupa Ligii        | Continental | Continental | Total   | Total  |
| Sezon                | Club                 | Ligă                 | Meciuri | Goluri | Meciuri         | Goluri          | Meciuri           | Goluri            | Meciuri     | Goluri      | Meciuri | Goluri |
| Cechoslovacia        | Cechoslovacia        | Cechoslovacia        | Ligă    | Ligă   | Cupă            | Cupă            | Cupa Ligii        | Cupa Ligii        | Continental | Continental | Total   | Total  |
| -------------------- | -------------------- | -------------------- | ------- | ------ | --------------- | --------------- | ----------------- | ----------------- | ----------- | ----------- | ------- | ------ |
| 1992–93              | Slavia Prague        | First League         | 21      | 9      |                 |                 |                   |                   |             |             |         |        |
| Cehia                | Cehia                | Cehia                | Ligă    | Ligă   | Cupa Cehiei     | Cupa Cehiei     | Cupa Ligii        | Cupa Ligii        | Europa      | Europa      | Total   | Total  |
| 1993–94              | Slavia Prague        | Gambrinus liga       | 18      | 6      |                 |                 |                   |                   |             |             |         |        |
| 1994–95              | Slavia Prague        | Gambrinus liga       | 16      | 3      |                 |                 |                   |                   |             |             |         |        |
| 1995–96              | Slavia Prague        | Gambrinus liga       | 28      | 9      |                 |                 |                   |                   |             |             |         |        |
| Franța               | Franța               | Franța               | Ligă    | Ligă   | Coupe de France | Coupe de France | Coupe de la Ligue | Coupe de la Ligue | Europa      | Europa      | Total   | Total  |
| 1996–97              | Lens                 | Division 1           | 33      | 5      |                 |                 |                   |                   |             |             |         |        |
| 1997–98              | Lens                 | Division 1           | 28      | 7      |                 |                 |                   |                   |             |             |         |        |
| 1998–99              | Lens                 | Division 1           | 30      | 4      |                 |                 |                   |                   |             |             |         |        |
| Anglia               | Anglia               | Anglia               | Ligă    | Ligă   | FA Cup          | FA Cup          | League Cup        | League Cup        | Europa      | Europa      | Total   | Total  |
| 1999–2000            | Liverpool            | Premier League       | 21      | 1      | 2               | 0               | 2                 | 0                 | 0           | 0           | 25      | 1      |
| 2000–01              | Liverpool            | Premier League       | 27      | 2      | 5               | 1               | 6                 | 4                 | 11          | 0           | 49      | 7      |
| 2001–02              | Liverpool            | Premier League       | 22      | 4      | 1               | 0               | 1                 | 0                 | 11          | 1           | 35      | 5      |
| 2002–03              | Liverpool            | Premier League       | 21      | 0      | 1               | 0               | 5                 | 0                 | 6           | 1           | 33      | 1      |
| 2003–04              | Liverpool            | Premier League       | 20      | 3      | 1               | 0               | 1                 | 1                 | 3           | 0           | 25      | 4      |
| 2004–05              | Liverpool            | Premier League       | 10      | 0      | 0               | 0               | 0                 | 0                 | 6           | 1           | 16      | 1      |
| Franța               | Franța               | Franța               | Ligă    | Ligă   | Coupe de France | Coupe de France | Coupe de la Ligue | Coupe de la Ligue | Europa      | Europa      | Total   | Total  |
| 2005–06              | Bordeaux             | Ligue 1              | 25      | 3      |                 |                 |                   |                   |             |             |         |        |
| 2006–07              | Bordeaux             | Ligue 1              | 3       | 0      |                 |                 |                   |                   |             |             |         |        |
| Cehia                | Cehia                | Cehia                | Ligă    | Ligă   | Cupa Cehiei     | Cupa Cehiei     | Cupa Ligii        | Cupa Ligii        | Europa      | Europa      | Total   | Total  |
| 2007–08              | Slavia Praga         | Gambrinus liga       | 12      | 2      |                 |                 |                   |                   |             |             |         |        |
| 2008–09              | Slavia Praga         | Gambrinus liga       | 8       | 3      |                 |                 |                   |                   |             |             |         |        |
| 2009–10              | Slavia Praga         | Gambrinus liga       | 3       | 0      |                 |                 |                   |                   |             |             |         |        |
| Total                | Cehoslovacia         | Cehoslovacia         | 21      | 9      |                 |                 |                   |                   |             |             |         |        |
| Total                | Cehia                | Cehia                | 85      | 23     |                 |                 |                   |                   |             |             |         |        |
| Total                | Franța               | Franța               | 119     | 19     |                 |                 |                   |                   |             |             |         |        |
| Total                | Anglia               | Anglia               | 121     | 10     | 10              | 1               | 15                | 5                 | 37          | 3           | 183     | 19     |
| Total carieră        | Total carieră        | Total carieră        | 346     | 61     |                 |                 |                   |                   |             |             |         |        |

### Goluri la națională
Golurile marcate de Smicer pentru Cehia.
| #   | Dată               | Adversar              | Scor | Rezultat   | Competiție                    |
| --- | ------------------ | --------------------- | ---- | ---------- | ----------------------------- |
| 1.  | 19 iunie 1996      | Rusia                 | 3–3  | Egal       | UEFA Euro 1996                |
| 2.  | 18 septembrie 1996 | Malta                 | 6–0  | Victorie   | Cal. Campionatul Mondial 1998 |
| 3.  | 26 august 1997     | Slovacia              | 1–2  | Înfrângere | Cal. Campionatul Mondial 1998 |
| 4.  | 6 septembrie 1997  | Insulele Feroe        | 2–0  | Victorie   | Cal. Campionatul Mondial 1998 |
| 5.  | 11 octombrie 1997  | Slovacia              | 3–0  | Victorie   | Cal. Campionatul Mondial 1998 |
| 6.  | 13 decembrie 1997  | Africa de Sud         | 2–2  | Egal       | Cupa Confederațiilor 1997     |
| 7.  | 13 decembrie 1997  | Africa de Sud         | 2–2  | Egal       | Cupa Confederațiilor 1997     |
| 8.  | 17 decembrie 1997  | Emiratele Arabe Unite | 6–1  | Victorie   | Cupa Confederațiilor 1997     |
| 9.  | 17 decembrie 1997  | Emiratele Arabe Unite | 6–1  | Victorie   | Cupa Confederațiilor 1997     |
| 10. | 17 decembrie 1997  | Emiratele Arabe Unite | 6–1  | Victorie   | Cupa Confederațiilor 1997     |
| 11. | 25 martie 1998     | Republica Irlanda     | 2–1  | Victorie   | Amical                        |
| 12. | 22 aprilie 1998    | Slovenia              | 3–1  | Victorie   | Amical                        |
| 13. | 21 mai 1998        | Paraguay              | 1–0  | Victorie   | Cupa Kirin                    |
| 14. | 6 septembrie 1998  | Insulele Feroe        | 1–0  | Victorie   | Cal. UEFA Euro 2000           |
| 15. | 10 octombrie 1998  | Bosnia și Herțegovina | 3–1  | Victorie   | Cal. UEFA Euro 2000           |
| 16. | 31 martie 1999     | Scoția                | 2–1  | Victorie   | Cal. UEFA Euro 2000           |
| 17. | 21 iunie 2000      | Danemarca             | 2–0  | Victorie   | UEFA Euro 2000                |
| 18. | 21 iunie 2000      | Danemarca             | 2–0  | Victorie   | UEFA Euro 2000                |
| 19. | 13 februarie 2002  | Cipru                 | 4–3  | Victorie   | Amical                        |
| 20. | 18 mai 2002        | Italia                | 1–0  | Victorie   | Amical                        |
| 21. | 6 septembrie 2002  | Iugoslavia            | 5–0  | Victorie   | Amical                        |
| 22. | 30 aprilie 2003    | Turcia                | 4–0  | Victorie   | Amical                        |
| 23. | 11 iunie 2003      | Republica Moldova     | 5–0  | Victorie   | Cal. UEFA Euro 2004           |
| 24. | 6 septembrie 2003  | Belarus               | 3–1  | Victorie   | Cal. UEFA Euro 2004           |
| 25. | 19 iunie 2004      | Țările de Jos         | 3–2  | Victorie   | UEFA Euro 2004                |
| 26. | 4 iunie 2005       | Andorra               | 8–1  | Victorie   | Cal. Campionatul Mondial 2006 |
| 27. | 12 noiembrie 2005  | Norvegia              | 1–0  | Victorie   | Cal. Campionatul Mondial 2006 |

## Titluri

### Club
Slavia Praga
- Gambrinus liga : 1995-96, 2007-08, 2008-09

Lens
- Ligue 1: 1997-98
- Coupe de la Ligue : 1999

Liverpool
- Cupa FA : 2001
- Cupa Ligii: 2001, 2003
- Cupa UEFA : 2001
- Liga Campionilor UEFA : 2005

Bordeaux
- Coupe de la Ligue : 2007

### Internațional
Cehia
- Campionatul European de Fotbal UEFA : 1996 (finalist)